# Ugor
Ugor (lat. Conger conger) je morska riba iz porodice congridae ili zmijolikih riba, red jeguljke. U Hrvatskoj ga još nazivaju grug, grongo, školjar, gruj.

## Opis
Ugor je zmijolika riba, dugačkog tijela. Boja mu varira u nekoliko nijansi, od svijetlosive do posve crne, a sve to ovisi o terenu na kojem obitava. Svi ugori imaju bijele točkice po bočnim stranama tijela. Naraste do 2,3 m duljine i oko 48 kg težine, ali može narasti i do 3 m i težine od oko 100 kg.

## Rasprostranjenost
Može ga se naći diljem europskih obala Atlantika od Norveške i Islanda na sjeveru do Senegala na jugu. Također obitava u Sredozemnom i Crnom moru. 
Obitava u čitavom Jadranu, obično na kamenitom dnu.

## Način života i ishrana
Ugori su grabežljivci koji putuju niz struju i nastanjuju dijelove obale, kanale, uvale i vanjske strane otoka. Danju se skriva u zaklonu stijena u koji se uvuče svojim duguljastim i sluzavim tijelom. 
Lovi noću a plijen su mu ribe i ostali hranjivi organski obroci. Jako je proždrljiv pa često guta obrok koji mu jedva stane u usta zbog čega može uginuti zbog gušenja.

## Razmnožavanje
U vrijeme mrijesta ugori se povlače u velike dubine. Dvije su poznate lokacije mrijesta i to u Mediteranu i uz portugalsku obalu.
Život ugora završava reprodukcijom jer im se tijelo toliko iscrpi da se nikako ne mogu vratiti u normalan život. Ženke zbog sigurnosti u dubinama izbacuju preko tri milijuna jajašaca.

## Gospodarska vrijednost
Krv ugora je otrovna, ali ne u tolikoj mjeri kao kod jegulje. Meso odraslog ugora je vrlo cijenjeno a manji primjerci su prepuni kostiju i drače. Najčešće se sprema na brudet. Bogat je masnoćama i bjelančevinama. Lovi ga se parangalom.
Temeljem zakona o zaštiti riba, zabranjeno je loviti ugora manjeg od 70 cm.

## Vanjske poveznice
Riblje oko - Zmijolike ribe[neaktivna poveznica]

## Poveznice
|  | Zajednički poslužitelj ima još gradiva o temi Ugor |
|  | Wikivrste imaju podatke o taksonu Ugoru            |